# Belokataji járás
A Belokataji járás (oroszul Белокатайский район, baskír nyelven Балаҡатай районы) Oroszország egyik járása a Baskír Köztársaságban, székhelye Novobelokataj falu.

## Népesség
- 1970-ben 27 590 lakosa volt, melyből 10 558 baskír (38,3%), 1 385 tatár (5%).
- 1989-ben 22 069 lakosa volt, melyből 8 909 baskír (40,4%), 1 068 tatár (4,9%).
- 2002-ben 22 623 lakosa volt, melyből 11 346 orosz (50,15%), 9 836 baskír (43,48%), 1 124 tatár (4,97%).
- 2010-ben 20 169 lakosa volt, melyből 9 759 orosz (49,6%), 8 588 baskír (43,6%), 1 059 tatár (5,4%), 42 ukrán, 29 csuvas, 21 mari, 13 udmurt, 12 fehérorosz, 6 mordvin.

| Lakosok száma | 21 999 | 22 623 | 21 536 | 20 169 | 19 684 | 19 329 | 19 079 | 18 502 | 18 389 | 17 992 |
|               | 1989   | 2002   | 2008   | 2010   | 2012   | 2013   | 2014   | 2016   | 2017   | 2021   |